# Contea di Nanle
La contea di Nanle (南乐县S, Nánlè XiànP) è una contea della Cina, situata nella provincia di Henan e amministrata dalla prefettura di Puyang.